# Evadatul (film din 1975)
Evadatul (în engleză Breakout) este un film de acțiune din 1975, realizat de compania Columbia Pictures și avându-i în rolurile principale pe Charles Bronson, Jill Ireland, Robert Duvall, John Huston, Sheree North⁠(d) și Randy Quaid. Bronson și Ireland, actorul și actrița din rolurile principale, erau căsătoriți în viața reală. Filmul se remarcă prin faptul că i-a oferit seriosului Bronson un rol mai vesel și mai comic.

## Rezumat
Harris Wagner (Huston) îi înscenează o infracțiune nepotului său, Jay Wagner (Duvall). Pentru a păstra tăcerea, Jay este încarcerat într-o închisoare mexicană.
Soția lui Jay, Ann (Ireland), este nemulțumită de această situație și angajează un pilot texan de mică înălțime din Brownsville, Texas, Nick Colton (Bronson), și pe partenerul său, Hawk (Quaid), pentru a zbura deasupra închisorii și a-i salva soțul.

## Distribuție
- Charles Bronson — Nick Colton, pilot de avion
- Robert Duvall — Jay Wagner, deținut într-o închisoare mexicană
- Jill Ireland⁠(d) — Ann Wagner, soția lui Jay
- John Huston — Harris Wagner
- Randy Quaid — Hawk Hawkins, partenerul lui Colton
- Sheree North⁠(d) — Myrna
- Alejandro Rey⁠(d) — Sanchez
- Emilio Fernández — J.V.
- Paul Mantee⁠(d) — Cable
- Alan Vint⁠(d) — Harve
- Roy Jenson⁠(d) — șeriful Spencer

## Producție

### Eveniment real
Filmul este vag inspirat dintr-un eveniment real care a avut loc în august 1971 (vezi Lista evadărilor din închisoare cu elicopterul).
Joel David Kaplan era un om de afaceri din New York și nepotul magnatului din industria melasei Jacob Merrill Kaplan. Bătrânul Kaplan și-a câștigat averea în principal de pe urma unor afaceri derulate în Cuba și Republica Dominicană.
Fondul J.M. Kaplan (numit după cel mai în vârstă dintre cei doi) a fost descoperit în urma unei investigații a Congresului din 1964 ca fiind un canal pentru dirijarea banilor CIA în America Latină, inclusiv prin Institutul de Cercetare Internațională a Muncii (IILR) condus de Norman Thomas, candidat de șase ori la președinție din partea Partidului Socialist din America. Aceste fonduri au fost folosite în America Latină de persoane ca José Figueres Ferrer, Sacha Volman și Juan Bosch⁠(d).
Timp de peste un an, CIA a fost în contact cu dizidenții din Republica Dominicană care au susținut că asasinarea este singura modalitate sigură de a-l îndepărta pe Trujillo.
În mai 1961, conducătorul Republicii Dominicane, Rafael Trujillo, a fost ucis cu arme furnizate de CIA. Un memorandum intern al CIA afirmă că o investigație a crimei realizată în 1973 de Oficiul Inspectorului General a dezvăluit „implicarea extinsă a Agenției cu complotiștii”. CIA a descris rolul său în „schimbarea” guvernului Republicii Dominicane „ca un „succes”, pentru că a contribuit la transformarea Republicii Dominicane dintr-o dictatură totalitară într-o democrație în stil occidental”. Bosch a fost ales președinte al Republicii Dominicane în 1962.
În noiembrie 1961 poliția mexicană a găsit un cadavru pe care l-au identificat ca fiind Luis Melchior Vidal Jr., finul lui Trujillo. Vidal era agentul comercial neoficial al Republicii Dominicane, în timp ce Trujillo se afla la putere. Sub acoperirea companiilor „American Sucrose Company” și „Paint Company of America”, Vidal lucrase împreună cu americanul Joel David Kaplan ca traficanți de arme pentru CIA.
În 1962 tânărul Kaplan a fost condamnat la Ciudad de México pentru uciderea lui Vidal. Judecătorii i-au stabilit o sentință de 28 de ani de închisoare. Kaplan, care și-a susținut întotdeauna nevinovăția, a fost încarcerat în închisoarea Santa Martha Acatitla din cartierul Iztapalapa din regiunea Mexico City DF.
Sora lui, Judy Kaplan, a încercat să-l elibereze în numeroase moduri, punând la cale în cele din urmă o acțiune îndrăzneață. Planul elaborat de avocatul Vasilios Basil „Bill” Choulos (1928–2003) din San Francisco prevedea ca un elicopter Bell cu fundul vopsit în culori similare cu cel al elicopterului procurorului general mexican să aterizeze în închisoarea Santa Maria Acatitla din Mexico City și să execute o acțiune îndrăzneață de evadare a prizonierului.
Pe 19 august 1971, un elicopter a aterizat în curtea închisorii. Gardienii au crezut în mod eronat că aceasta este o vizită oficială. În două minute, Kaplan și colegul său de celulă, Carlos Antonio Contreras Castro, un falsificator venezuelean, s-au urcat în ambarcațiune și au fost scoși din închisoare. Nu s-a tras niciun foc. Ambii bărbați au zburat cu un avion către Texas și au fost aduși apoi cu avioane diferite către California (Kaplan) și către Guatemala (Castro).
Poliția mexicană a cerut ca Biroul Federal de Investigații (FBI) să-l rețină și apoi să-l aresteze pe Kaplan pe 20 august 1971. Avocatul lui Kaplan a susținut că Joel Kaplan era agent CIA. Nici FBI și nici Departamentul de Justiție al SUA nu au dat curs acestei solicitări.
Guvernul mexican nu a inițiat niciodată proceduri de extrădare împotriva lui Kaplan. Evadarea este relatată într-o carte intitulată The 10-Second Jailbreak: The Helicopter Escape of Joel David Kaplan.

## Recepție

### Box office
Filmul a obținut venituri de 16,0 milioane de dolari în cinematografele din America de Nord și a fost al 21-lea cel mai popular film al anului 1975. A fost distribuit, de asemenea, la nivel internațional.